# 伊予鉄道城北線
城北線（じょうほくせん）は、愛媛県松山市の古町駅から平和通一丁目停留場までを結ぶ伊予鉄道の鉄道路線。
前身は道後鉄道の路線で、伊予鉄道松山市内線の他の路線が軌道法による軌道となっている中で、唯一の鉄道事業法による鉄道となっている。

## 路線データ
- 路線距離（営業キロ）：2.7km [1]
- 軌間：1067mm
- 停留場数：9（起終点含む）
- 複線区間：なし（全線単線） [1]
- 電化区間：全線電化（直流600V）
- 閉塞方式：特殊自動閉塞式（トロリーコンタクター式）[2]
- 交換可能停留場：3（鉄砲町、木屋町、古町）

## 運行形態
| 系統   | 運行区間                                          | 乗り入れる区間 |
| ------ | ------------------------------------------------- | -------------- |
| ■1号線 | 松山市駅→JR松山駅前→木屋町→鉄砲町→大街道→松山市駅 | 城北線全区間   |
| ■2号線 | 松山市駅→大街道→鉄砲町→木屋町→JR松山駅前→松山市駅 | 城北線全区間   |

- 伊予鉄道では、環状線でも上り・下りで区別を行っている。（1号線が下り、2号線が上り）
- 昼間は1号線・2号線とも10分間隔で運転。ダイヤ上では1周46分であり、4分は市駅での待機時間となっている。
- 平日の朝に、古町発JR松山駅前行き臨時電車が運行される（古町→木屋町→鉄砲町→上一万→大街道→JR松山駅前）。この臨時便は全線に渡り■5号線表示で運行。毎日運転の環状線下り車両（1号線）は続行運転となる。
- 単線のため増発が難しく、時には2両続行（連結ではない）で運転されることがある。
- 毎年8月第1（または第2）日曜日に行われる松山港まつり・三津浜花火大会開催時は環状線下りの終電が延長される（環状は市駅23時00分発、古町止は市駅23時50分発）。
- 愛媛マラソンの際には本町六丁目付近の国道196号の踏切が手動となるため、木屋町 - 古町駅間は通票閉塞に変更される[3]。その後、古町 - 木屋町間は運休とし、古町→松山市駅→木屋町→松山市駅→古町→…の経路で運転されるようになり、鉄砲町 - 木屋町間をスタフ閉塞として社員が通票を持ち乗り込んで運転していた。しかし、木屋町での引き上げ・折り返しを含めて10分で行わなければならず、遅延が多発していた。そのため、現在では木屋町で交換を行うダイヤで運行されるようになり、スタフ閉塞の扱いは取りやめになった。1年で唯一「木屋町」の行先が見られる日となっている。

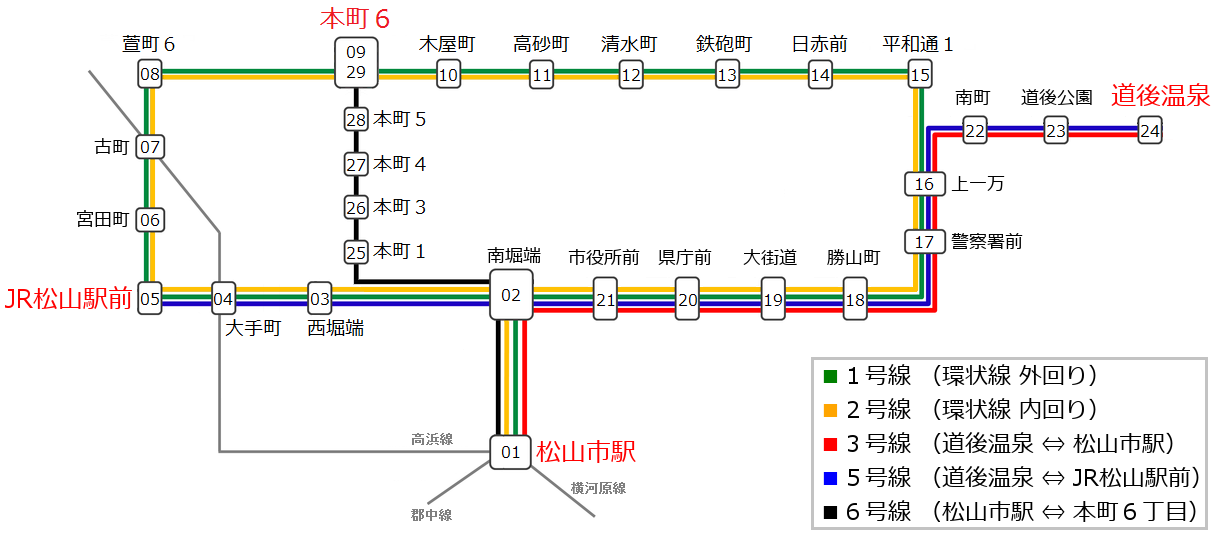
市内線の系統図

遅延時は古町駅のCTCセンターから無線で現在位置の問い合わせを行い、必要に応じて行き違い変更を行っているものの酷い遅延には効果がない。離合停留場はすべてスプリングポイントのため、CTCセンターは信号の操作のみである。また、ひどい遅延時の運転整理は、交換停留所で先行列車に抑止を掛け、2列車での交換を基本とする。

## 歴史
道後鉄道により1895年に開業した。当初は軌間762mmの軽便鉄道で、木屋町 - 道後（後の道後温泉）間は現在の城北線とは異なり、現在の樋又通りを東進し、現在の愛媛大学（当時は城北練兵場があった）の北側を通るルートだった。伊予鉄道に合併後、電化・1067mm軌間への改軌が行われ、1927年に市街地に近い現在のルートに切り替えられた。木屋町 - 道後間の廃線跡は樋又通りとなっている。
なお、以前は木屋町方面から道後温泉方面へ直通する形になっていたが、1969年に城北線・城南線の環状運転を開始する際、新設の平和通一丁目から勝山町方面に向かう形に変更された。このとき、平和通一丁目 - 上一万間は新たに城南線として線路を敷設し（後に連絡線となる）、城北線の平和通一丁目 - 上一万間は廃止という手続きが取られた。
- 1895年（明治28年）8月22日：道後鉄道により古町 - 道後 - 松山（後の一番町）間が開業。
- 1900年（明治33年）5月1日：道後鉄道が伊予鉄道に合併。道後線となる。
- 1911年（明治44年）8月8日：道後線全線の軌間を762mmから1067mmに改軌、電化。
- 1926年（大正15年）5月2日：道後線 道後 - 一番町間廃止。
- 1927年（昭和2年）4月3日：城北線 木屋町 - 一万（現在の上一万）間が開業。道後線の古町 - 木屋町間を城北線に編入、木屋町 - 道後間は廃止。
- 1969年（昭和44年）12月1日：上一万での城南線への合流を道後温泉方面への合流から、警察署前方面への合流に変更。これに伴い、城北線の平和通一丁目 - 上一万間は廃止され、城南線として新たに敷設される。

## 停留場一覧
- 全停留場が愛媛県松山市に所在
- ●：坊っちゃん列車が停車、｜：坊ちゃん列車は通過

| 番号 | 停留場名           | 営業キロ | 営業キロ | 系統 | 系統 | 系統 | 接続路線                           |
| 番号 | 停留場名           | 駅間     | 累計     | 系統 | 系統 | 系統 | 接続路線                           |
| ---- | ------------------ | -------- | -------- | ---- | ---- | ---- | ---------------------------------- |
| 07   | 古町駅             | -        | 0.0      | 1    | 2    | ●    | 伊予鉄道：■高浜線 (IY08)・大手町線 |
| 08   | 萱町六丁目停留場   | 0.5      | 0.5      | 1    | 2    | ｜   |                                    |
| 09   | 本町六丁目停留場   | 0.4      | 0.9      | 1    | 2    | ｜   | 伊予鉄道：本町線 (29)              |
| 10   | 木屋町停留場       | 0.2      | 1.1      | 1    | 2    | ｜   |                                    |
| 11   | 高砂町停留場       | 0.3      | 1.4      | 1    | 2    | ｜   |                                    |
| 12   | 清水町停留場       | 0.4      | 1.8      | 1    | 2    | ｜   |                                    |
| 13   | 鉄砲町停留場       | 0.4      | 2.2      | 1    | 2    | ｜   |                                    |
| 14   | 赤十字病院前停留場 | 0.3      | 2.5      | 1    | 2    | ｜   |                                    |
| 15   | 平和通一丁目停留場 | 0.2      | 2.7      | 1    | 2    | ｜   | 伊予鉄道：連絡線                   |